# 乌克兰卡廷名单
乌克兰卡廷名单（波蘭語：Ukraińska Lista Katyńska）又名茨韦图欣名单（波蘭語：Lista Cwietuchina），是苏联共产党中央政治局在1940年3月5日列出的波兰公民的名单，這些波蘭人最終在乌克兰境内被内务人民委员会殺死，當時正值卡廷大屠殺期間。1994年5月5日，乌克兰方面将3435名波兰公民的名单、个人信息及其监狱个人档案交给波兰。